# Muschelkalk Ringelnatz
Muschelkalk Ringelnatz, geborene Leonharda Pieper, auch Leonharda Gescher (* 22. November 1898 in Rastenburg in Ostpreußen; † 26. Februar 1977 in West-Berlin), war eine deutsche Übersetzerin und die Ehefrau von Joachim Ringelnatz.

## Leben
Leonharda Pieper besuchte die höhere Töchterschule in Rastenburg und ließ sich ab 1916 in Eisenach als Lehrerin für Englisch und Französisch ausbilden. Im dortigen Pensionat lernte sie Joachim Ringelnatz kennen. Ringelnatz, den sie 1920 heiratete, gab ihr den Namen „Muschelkalk“, den sie fortan auch selbst benutzte. Sie zog zu ihm nach München.
Joachim Ringelnatz trat in den zahlreichen Kabaretts der damaligen Zeit mit seinen Gedichten und Balladen auf und war daher oft monatelang auf Tournee. Muschelkalk kümmerte sich zu Hause um die Korrespondenz, die Manuskripte, auch seine Engagements, und begleitete die Entstehung seines dichterischen Werkes. Daneben gab sie gelegentlich private Sprachstunden und bekam ab und zu kurzzeitige Jobs.
1930 zog das Ehepaar nach Berlin. Muschelkalk taucht in verschiedenen Gedichten von Ringelnatz auf. Nach seinem Tod 1934 gab sie mit Hans Siemsen seine noch unveröffentlichten Texte heraus (Der Nachlaß, 1935) und stellte mit Gerhard Schulze und Karl Hildebrand Silomon das Buch In memoriam Joachim Ringelnatz zusammen, das 1937 erschien.
Muschelkalk Ringelnatz heiratete 1939 den Augenarzt, Homöopathen und langjährigen Freund und Bewunderer von Ringelnatz, Julius Gescher. Der gemeinsame Sohn Norbert Gescher war im Dezember 1938 zur Welt gekommen. Julius Gescher starb im Mai 1945 an einer Infektion, die er sich bei der Operation eines Soldaten zugezogen hatte.

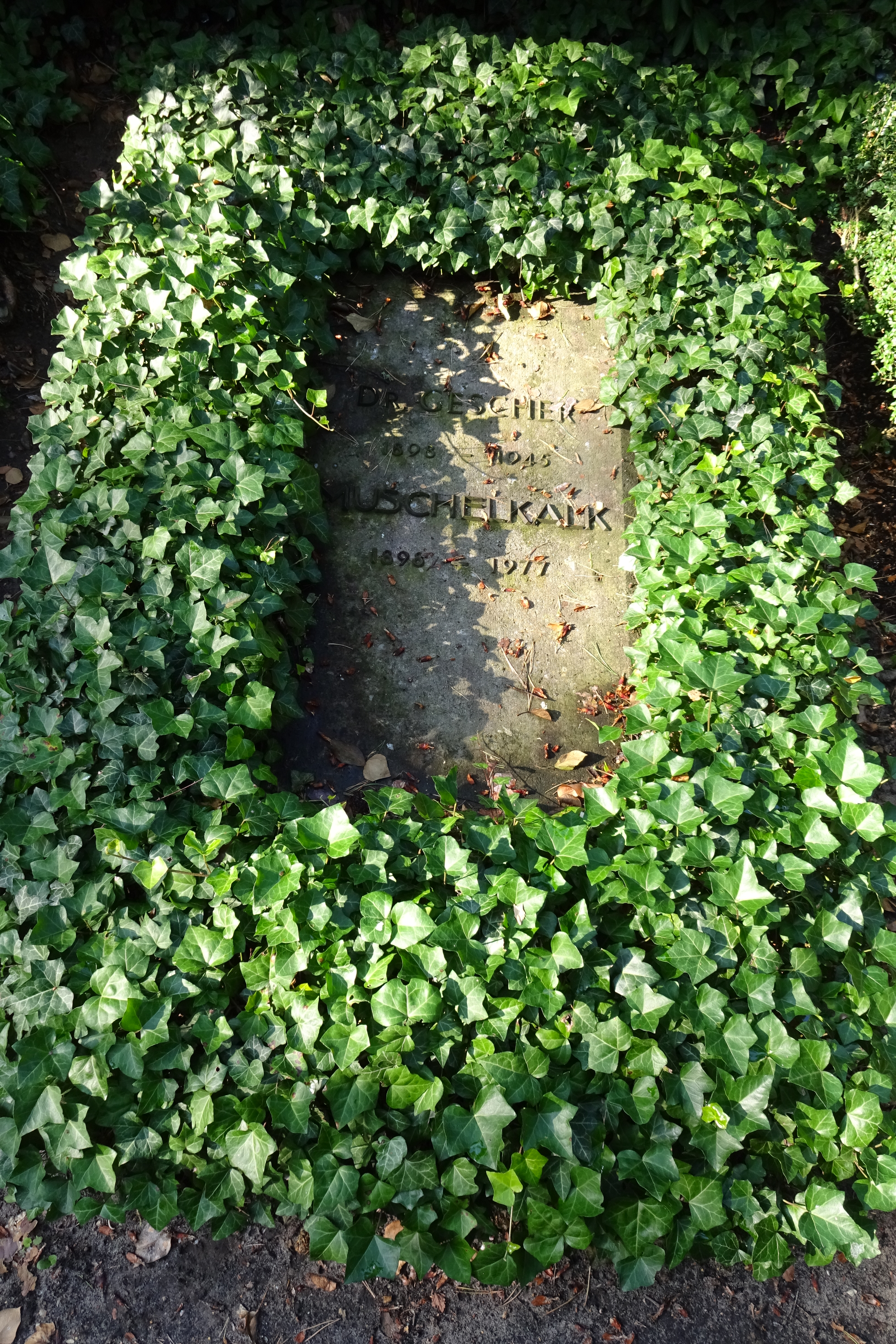
Grab von Muschelkalk Ringelnatz auf dem Friedhof Heerstraße in Berlin-Westend

Im Nachkriegsberlin arbeitete Muschelkalk beim Henssel-Verlag, der etliche Ringelnatz-Bücher neu auflegte und im Übrigen Übersetzungen der damaligen Gegenwartsliteratur herausgab. Muschelkalk übertrug unter dem Namen Leonharda Gescher für diesen und andere Verlage zahlreiche Bücher aus dem Englischen und Französischen ins Deutsche, u. a. von Saint-John Perse, Marguerite Duras und James Baldwin. Daneben stellte sie Sammlungen von Ringelnatz-Gedichten zusammen. Außerdem veröffentlichte sie einen Teil der Briefe, die Ringelnatz ihr geschrieben hatte, versehen mit erläuternden Zwischentexten (Reisebriefe an M, 1964).
Muschelkalk Ringelnatz starb im Februar 1977 im Alter von 78 Jahren in Berlin. Die Beisetzung fand auf dem landeseigenen Friedhof Heerstraße im heutigen Ortsteil Berlin-Westend statt (Grablage: II W, Grab 6). Sie ruht dort an der Seite ihres zweiten Gatten Julius Gescher. Das Grab ihres ersten Mannes Joachim Ringelnatz befindet sich auf der gegenüberliegenden Seite des Sausuhlensees.